# Janowice (województwo śląskie)
Janowice – wieś w Polsce, położona w województwie śląskim, w powiecie bielskim, w gminie Bestwina. Powierzchnia sołectwa wynosi 709 ha, a liczba ludności 1893, co daje gęstość zaludnienia równą 235,1 os./km². Graniczy od północy i zachodu z Bestwiną, od wschodu z Pisarzowicami i Starą Wsią, a od południa z miastem Bielsko-Biała.

## Integralne części wsi
| SIMC    | Nazwa     | Rodzaj           |
| ------- | --------- | ---------------- |
| 0212280 | Centrum   | główna część wsi |
| 0212297 | Pasieki   | część wsi        |
| 0212305 | Podlesie  | część wsi        |
| 0212311 | Targanice | część wsi        |

## Historia

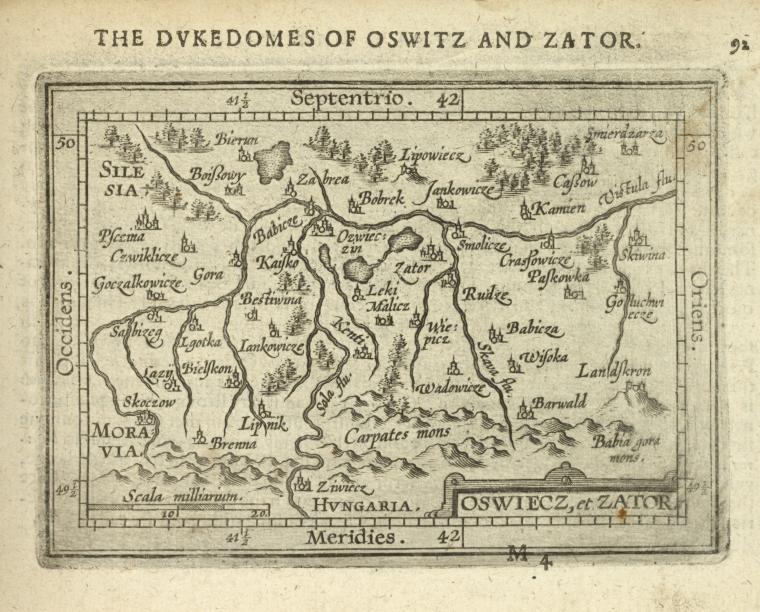
Iankowicze na mapie Księstwa Oświęcimskiego i Zatorskiego - mapa Abrahama Orteliusa z 1603.

Miejscowość powstała jako osada leśna w połowie XV wieku w granicach klucza bestwińskiego, którego losy dzieliła.
Wzmiankowana w 1581, na mapie z 1603 jako Iankowicze, na mapie z 1724 jako Keiserswald (Las Cesarza).
Według austriackiego spisu ludności z 1900 w Janowicach w 119 budynkach na obszarze 708 hektarów mieszkało 773 osób, co dawało gęstość zaludnienia równą 109,2 os./km², wszyscy byli katolikami, 772 (99,9%) polskojęzycznymi a 1 (0,1%) niemieckojęzyczna.
W latach 1954–1959 wieś należała i była siedzibą władz gromady Janowice, po jej zniesieniu w gromadzie Bestwina. W latach 1975–1998 miejscowość administracyjnie należała do województwa katowickiego.

## Religia
Na terenie wsi działalność duszpasterską prowadzi Kościół Rzymskokatolicki (parafia św. Józefa Robotnika).

## Komunikacja
Przewoźnik: Komunikacja Beskidzka: 
Linia 136 (Bielsko-Biała Dworzec Autobusowy - Czechowice-Dziedzice Dworzec Autobusowy, przebiega przez: Bielsko-Białą, Janowice, Bestwinę, Bestwinkę, Kaniów, Czechowice-Dziedzice)